# Micha Lewinsky

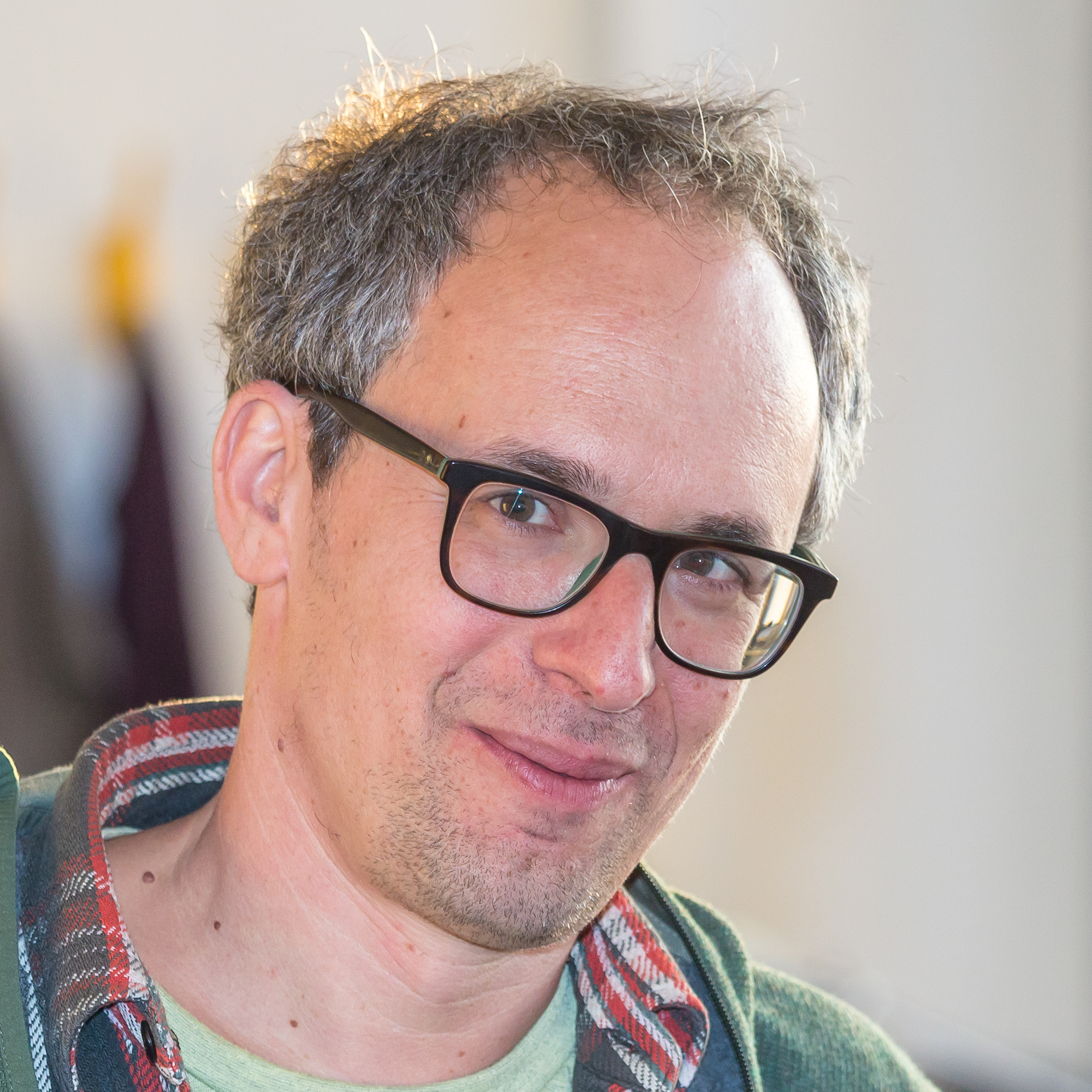
Micha Lewinsky (2018)

Micha Lewinsky (* 19. Dezember 1972 in Kassel) ist ein Schweizer Drehbuchautor, Regisseur und Schriftsteller.

## Wirken
Micha Lewinskys Regiearbeit Herr Goldstein mit Lukas Ammann und Johanna Bantzer in den Hauptrollen wurde am Internationalen Filmfestival von Locarno 2005 mit dem Pardino d’Oro ausgezeichnet.
Das Spielfilm-Regiedebüt Der Freund wurde in der Kategorie „Bester Spielfilm“ mit dem Schweizer Filmpreis 2008 ausgezeichnet. Für Die Standesbeamtin erhielt er 2009 den Zürcher Filmpreis. Sein Spielfilm Moskau Einfach! über die Schweizer Fichenaffäre eröffnete am 22. Januar 2020 die 55. Solothurner Filmtage.

## Privates
Lewinsky ist der Sohn von Charles Lewinsky. Er ist mit der Schauspielerin und Sängerin Oriana Schrage verheiratet.

## Werke
Drehbuch
- 2002: Weihnachten (Drehbuch, TV-Produktion)
- 2003: Little Girl Blue (Ko-Autor)
- 2004: Sternenberg
- 2005: Lago Mio (Ko-Autor)

Regie
- 2005: Herr Goldstein
- 2008: Der Freund
- 2009: Die Standesbeamtin (auch Drehbuch)
- 2015: Nichts passiert (auch Drehbuch)
- 2017: Lotto (auch Drehbuch)
- 2019: Schnitzel de Luxe
- 2020: Moskau Einfach!

Bücher
- 2022: Holly im Himmel. Kinderbuch. Mit Illustrationen von Lawrence Grimm. Diogenes, Zürich 2022, ISBN 978-3-257-01306-1[5] (auch als Hörbuch, gelesen von Heike Makatsch)
- 2024: Sobald wir angekommen sind. Roman. Diogenes, Zürich 2024